# Katharine Elizabeth McBride
Katherine Elizabeth McBride (Filadelfia, 14 maggio 1904 – Bryn Mawr, 3 giugno 1976) è stata una psicologa statunitense, pioniera degli studi sull'afasia e rettrice del Bryn Mawr College dal 1942 al 1970.

## Biografia
Nata a Filadelfia nel 1904, Katharine Elizabeth McBride studiò al Bryn Mawr College, dove conseguì la laurea triennale nel 1925, la magistrale nel 1927 e il dottorato di ricerca nel 1932. Allieva di James H. Leuba, cominciò ad occuparsi di afasia nel 1929 insieme a Theodore Weisenberg, con cui pubblicò Aphasia: A clinical and psychological study nel 1935. In seguito alla morte di Weisenberg lasciò la neuropsicologia per dedicarsi alla psicologia dell'educazione.
Nel 1938 divenne professoressa associata e vice-rettrice del Bryn Mawr College, in cui lavorò nei dipartimenti di psicologia e di scienze dell'educazione. Tra il 1940 e il 1941 fu la rettrice del Radcliffe College, diventando così una delle più giovani presidi di un'università negli Stati Uniti. Nel 1942 tornò al Bryn Mawr in veste di rettrice e mantenne la carica per quasi ventotto anni fino al 1970. Molto attiva nel periodo delle proteste contro la guerra in Vietnam, rifiutò sempre di denunciare gli studenti del suo ateneo che protestavano contro il conflitto, nascondendo i loro nomi alle forze dell'ordine. Pur avendo rinunciato all'attività clinica, rimase un membro attivo dell'American Psychological Association e nel 1968 fu eletta fellow dell'American Academy of Arts and Sciences.
Morì nel 1976 all'età di 72 anni.

## Opere (parziale)
- Aphasia: A clinical and psychological study, con Theodore Weisenberg. New York: The Commonwealth Fund, 1935.
- Adult intelligence: A psychological study of test performances, con Theodore Weisenberg e A. Roe. New York: The Commonwealth Fund, 1936.
- Higher education and the pace of change. Pittsburgh: University of Pittsburgh Press, 1972. ISBN 9780822952299